# Головки (Житомирская область)
Голо́вки (укр. Головки) — село в Малинском районе Житомирской области Украины.

## История
Во время Великой Отечественной войны село находилось под немецкой оккупацией. В условиях оккупации здесь действовала подпольная группа Малинской подпольной организации.
Население по переписи 2001 года составляло 400 человек.

## Адрес местного совета
11640, Житомирская область, Малинский р-н, с. Головки, тел. 9-62-31